# 星映天下
星映天下（日语：スターズオンアース），是日本純種競賽馬匹，生涯活躍於中長途賽事，曾於2022年勝出櫻花賞及優駿牝馬（日本橡樹大賽），達成雌馬二冠。

## 出賽前
2019年2月27日出生於北海道千歲市社台牧場，成長途中於一口馬主俱樂部Shadai Race Hose Co. Ltd.進行馬主募集。
其後交由美浦訓練中心練馬師高柳瑞樹訓練。

## 競賽生涯

### 2歲
2021年8月1日出戰新潟競馬場2歲新馬戰，比賽途中處於後方位置追走，進入最後開始加速並和冰凌赤驥爭奪領先位置，最終處於下風下以3/4馬位差距落敗得第二。
10月9日出戰2歲未勝利戰，比賽開始後隨即抽出外檔並於約莫第五的位置推進。進入直路後展現優勢的反應並於跑出最後600米跑出33.9秒的驚人末腳，最終以輕鬆的姿態拋離第二的Yuino Gotoku 2馬位取得首勝。
11月21日出戰一捷馬戰赤松賞，雖然於賽前獲得第一人氣，但最終被匯兩川超越，亦未能追上領放的Personal High以第三完賽。

### 3歲
2022年首戰爲三級賽妖精錦標，雖然開閘後成功順利出閘，但其仍然選擇於中團追走。比賽途中其一直保持良好節奏，並於直路再次展現優秀的加速力開始加速，可惜最後關頭被由後方殺上的北島名花超越，以頸位憾負得第二。
其後出戰每日盃皇后盃，改爲由橫山武史策騎。比賽開始後，其隨即搶佔位置於先頭部隊推進，保持速度下以有利位置進入直路。進入直路後，其開始於內欄位置加速衝刺，發揮良好實力下一度取得領先，但於終點線前被於外檔衝刺的Presage Lift超越，再次以頸位差距落敗。
4月10日出戰櫻花賞，改由川田將雅策騎。比賽開始後，其處於中團位置推進，進入直路後雖然受限於較狹窄的空間，但仍然可以於馬群中央衝出。直路中段，其憑藉其優秀的衝刺速度成功爬升，於最後關頭追上較早衝出的水蝶舞，兩駒以平頭姿態衝線。最終經過照片判定，星映天下成功以微弱優勢險勝，奪得首個一級賽冠軍。

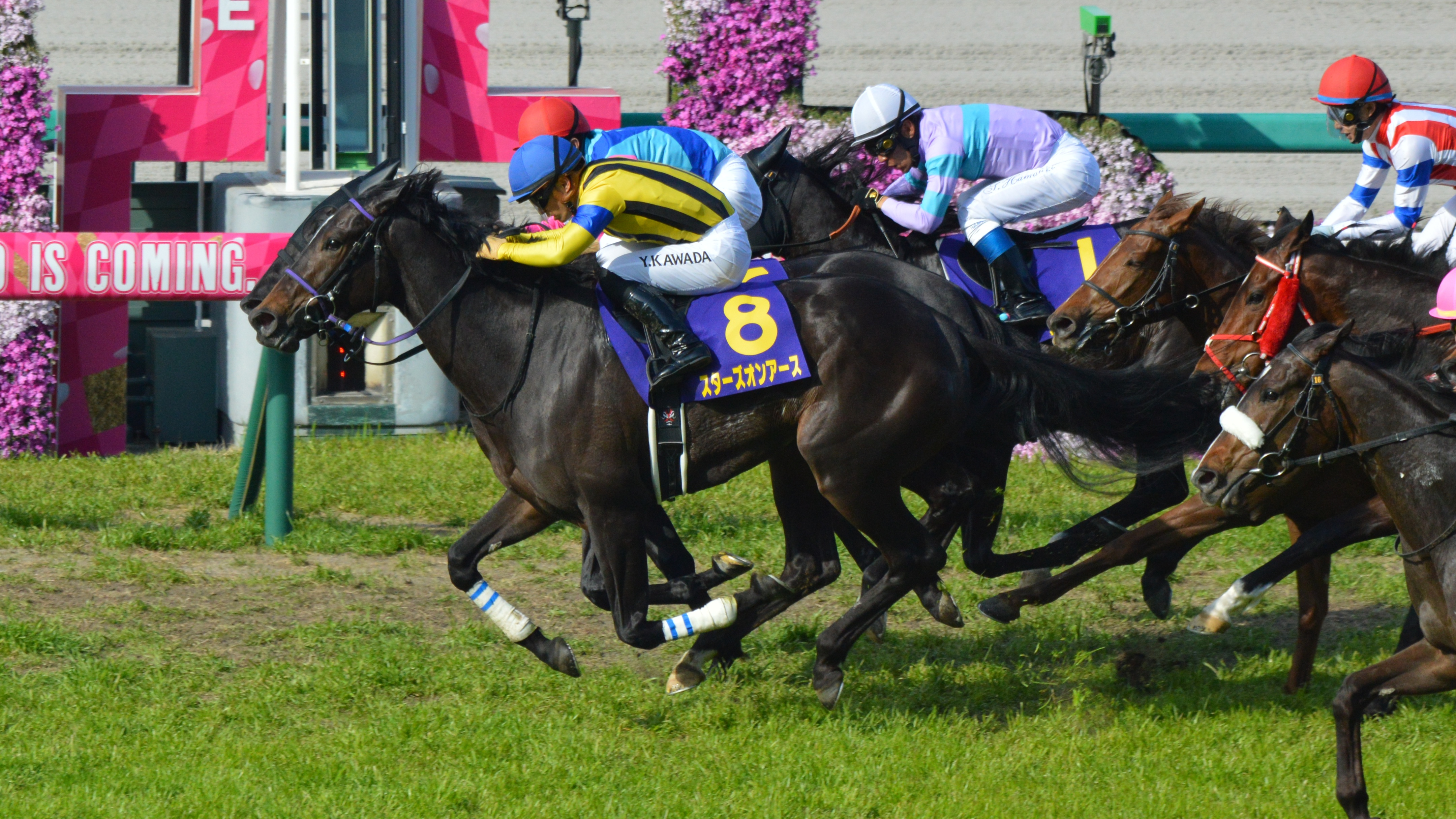
出戰櫻花賞的星映天下

短暫放草後於5月22日出戰優駿牝馬，賽前僅次於上年度最佳2歲雌馬Circle of Life及文藝影院獲得第三人氣。由於於櫻花賞的騎師川田於本次比賽選擇策騎文藝影院，因而由李慕華代打策騎。比賽開始後，由於其處於最外檔的第18檔，因而順利出閘後亦未積極搶佔位置，意思於中團外檔位置逐步推進。通過第四彎道時，其繼續由外檔抽出大外檔位置嘗試望空，進入直路後成功憑藉此優勢加速衝刺。最後100米時，其成功超越前方馬匹取得領先，並於保持速度下阻止後方艷玫華彩的來襲，最終以1 1/4馬位優勢奪冠，成爲日本賽馬史上第十六匹兩冠雌馬。

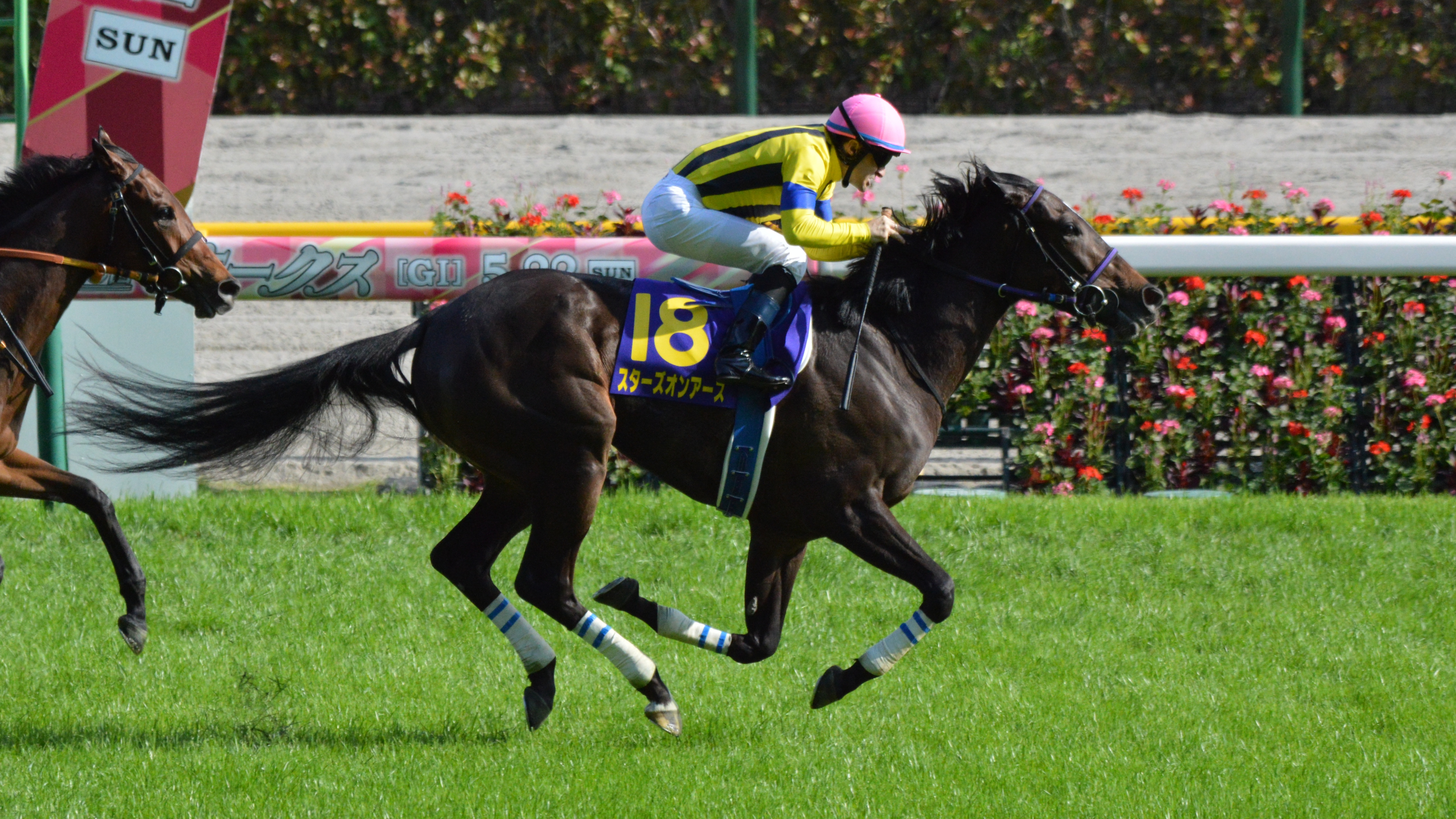
出戰優駿牝馬的星映天下

賽後被診斷出由右前腳第一趾骨有剝離骨折的症狀，經過商討陣營後決定安排其進入休養，並於6月2日進行手術取出骨碎。
其後由於康復狀態良好，陣營宣佈其秋季將會直接以秋華賞爲目標，於9月13日返回馬房訓練，並於翌日公佈將會繼續夥拍優駿牝馬的騎師李慕華。
10月16日按照計劃出戰秋華賞，比賽初段受到漏閘影響而需要於尾三位置追走。通過第四彎道時候，騎師李慕華指揮其有內檔位置的空間開始加速，雖然於進入直路後跑出全場最快末腳並於最後200米拉近和前方馬匹的距離，但最終仍然未能超越艷玫華彩及匯兩川，最終以第三的成績完賽。
賽後於10月20日被發現左前腳有腫脹的跡象，23日接受醫療團隊的詳細超聲波檢查後證實左前腳韌帶有多個部位發炎，其後更被診斷出趾骨剝離骨折復發，因而進入長期休養。
年末，由於其贏得雌馬三冠中的其中兩冠，因而於評選中以近乎全票的286票當選最佳3歲雌馬。

### 4歲
2023年4月2日以大阪盃作爲復出戰，比賽途中一直保持於後方位置推進，通過第三彎道後稍微爬升至到中團靠後位置。進入直路後，其開始發力衝刺，雖然成功跑出全場最快的後600米34.4秒末腳，但仍然以鼻位遺負一放到底的金積驥獲得亞軍。
其後出戰維多利亞一哩賽，雖然賽前成爲第一人氣且比賽途中處於有利局面，但於直路上的衝刺表現始終不及兩匹專精一哩賽的賽駒前人足跡及純淨之輝，最終以第三完賽。
秋季原定以秋季天皇賞作為起動戰﹐然而於10月24日檢查時被發現右前腳蹄部有異常感﹐詳細檢查後確認為挫傷﹐因而選擇避戰。
短暫休養過後恢復良好，因而選擇出戰11月下旬的日本盃。比賽開始後，雖然其處於外檔位置起步，但仍然瞬間進入狀態並向迅速向內欄位置靠攏搶佔位置，於同第一彎道時保持處於自由島外側的約莫第五的位置。比賽進行途中，其一直維持穩定的節奏於此推進，並開始接受騎師布宜學的指揮開始逐步抽出外檔。進入直路後，其雖然以不俗的速度超越前方的本初之海及領銜，但最終仍然未能對春秋分及自由島施加壓力，最終被兩駒戰勝之下獲得第三。
12月24日出戰有馬紀念，比賽開始後騎師李慕華隨即以果斷的速度指揮其由最外檔16檔閃入內欄搶佔位置，並於比賽途中一直處於領放馬領銜後方的第二。通過第三至第四彎道時，雖然前方的領銜仍然保持約莫6馬位的優勢，但其星映天下仍然未有太大動作。進入直路後，其成功接收李慕華的指示展開加速，於直路中段超越領銜取得領先，雖然其後被外檔位置的勝局在望超越以第二遺憾落敗，但仍然以出色的表現打破有馬紀念創辦多年來從未有第16檔馬跑入三甲的魔咒。

### 5歲
2024年2月15日，日本中央競馬會公佈有關報告，表示有馬紀念賽後的血液及尿液檢查中發現星映天下體內含有消炎鎮痛藥物Flunixin之成份。根據日本相關條例，雖然Flunixin並非提升馬匹能力的藥品，但為顧及馬匹福利及防止陣上意外，此藥仍然於賽前禁止使用。報告發出後，日本中央競馬會進一步表示由於詳細調查需時，因而現階段未有打算對星映天下做出任何懲罰，僅以疏忽管理為由向練馬師高柳瑞樹罰款10萬日圓。
3月30日遠征阿聯酋出戰杜拜司馬經典賽，然而原定搭配的騎師李慕華於前一場杜拜草地大賽策騎貓點心時墮馬受傷送院，因而緊急易配戴圖理。比賽開始後，其保持於中前段位置逐步推進，然而進入直路後未有足夠的追勢，兼且不斷外閃下浪費腳程，最終以第八落敗。
11月24日復出出戰日本盃，為其時隔8個月的出賽。比賽開始後，其於最外檔第14檔的位置迅速向前推進搶位，但僅能保持於外疊的位置。進入直路後，其嘗試於所在位置展開加速堅守位置，但開始力弱下未能成功，最終跑獲第七的戰績。
年末以有馬紀念作為目標，比賽初段選擇進佔先頭第三左右的位置，然而通過第二圈第三、四彎道的時候逐漸失勢後退，最終於直路繼續失速下以尾二（第十四）大敗。
賽後，陣營宣佈將安排其退役。

### 詳細賽績
| 日期       | 舉辦國家 | 馬場 | 距離   | 級別 | 賽事名稱       | 負重 | 騎師     | 馬號 | 出馬 | 名次 | 時間    | 頭馬（二馬）     |
| ---------- | -------- | ---- | ------ | ---- | -------------- | ---- | -------- | ---- | ---- | ---- | ------- | ---------------- |
| 1/8/2021   | 日本     | 新潟 | 草1800 |      | 2歲新馬        | 54   | 石橋脩   | 9    | 10   | 2    | 1:51.3  | 冰凌赤驥         |
| 9/10/2021  | 日本     | 東京 | 草1800 |      | 2歲未勝利      | 54   | 石橋脩   | 5    | 12   | 1    | 1:47.3  | （Yuino Gotoku） |
| 21/11/2021 | 日本     | 東京 | 草1600 |      | 赤松賞         | 54   | 石橋脩   | 9    | 9    | 3    | 1:34.3  | 匯兩川           |
| 10/1/2022  | 日本     | 中山 | 草1600 | GIII | 妖精錦標       | 54   | 石橋脩   | 3    | 16   | 2    | 1:35.3  | 北島名花         |
| 12/2/2022  | 日本     | 東京 | 草1600 | GIII | 每日盃皇后盃   | 54   | 橫山武史 | 9    | 16   | 2    | 1:34.2  | Presage Lift     |
| 10/4/202   | 日本     | 阪神 | 草1600 | GI   | 櫻花賞         | 55   | 川田將雅 | 8    | 18   | 1    | 1:32.9  | （水蝶舞）       |
| 22/5/2022  | 日本     | 東京 | 草2400 | GI   | 優駿牝馬       | 55   | 李慕華   | 18   | 17   | 1    | 2:23.9  | （艷玫華彩）     |
| 16/10/2022 | 日本     | 阪神 | 草2000 | GI   | 秋華賞         | 55   | 李慕華   | 9    | 16   | 3    | 1:58.7  | 艷玫華彩         |
| 2/4/2023   | 日本     | 阪神 | 草2000 | GI   | 大阪盃         | 56   | 李慕華   | 11   | 16   | 2    | 1:57.4  | 金積驥           |
| 14/5/2023  | 日本     | 東京 | 草1600 | GI   | 維多利亞一哩賽 | 56   | 李慕華   | 2    | 16   | 3    | 1:32.3  | 前人足跡         |
| 26/11/2023 | 日本     | 東京 | 草2400 | GI   | 日本盃         | 56   | 布宜學   | 17   | 18   | 3    | 2:22.6  | 春秋分           |
| 24/12/2023 | 日本     | 中山 | 草2500 | GI   | 有馬紀念       | 56   | 李慕華   | 16   | 16   | 2    | 2:31.0  | 勝局在望         |
| 30/3/2024  | 阿聯酋   | 美丹 | 草2410 | GI   | 杜拜司馬經典賽 | 55   | 戴圖理   | 11   | 12   | 8    | 2:28.44 | 桀驁之戀         |
| 24/11/2024 | 日本     | 東京 | 草2400 | GI   | 日本盃         | 56   | 川田將雅 | 14   | 14   | 7    | 2:26.1  | 勝局在望         |
| 22/12/2024 | 日本     | 中山 | 草2500 | GI   | 有馬紀念       | 56   | 川田將雅 | 7    | 15   | 14   | 2:33.6  | 蕾麗宮           |

## 退役後
退役後，星映天下成為了繁殖雌馬，於北海道千歲市社台牧場休養，在2025年進行配種。首匹子嗣將於2026出生，可於2028年出賽。

## 血統簡介
父系大鳴大放為日本賽駒，生涯戰績優秀，曾勝出皋月賞及東京優駿（日本打吡），退役後配種成績亦極為優秀。祖父夏威夷王為日本賽駒，生涯戰績極爲優秀，僅得一戰未能獲勝，曾勝出一級賽NHK一哩賽及東京優駿（日本打吡），為日本史上首匹贏得變則二冠的賽駒。
母系Southern Stars爲英國賽駒，生涯出戰四場僅得一勝。外祖父Smart Strike爲加拿大生產的美國賽駒，生涯戰績不俗，曾勝出一項一級賽，退役後亦有不俗的配種成績。

### 血統表
| 父線：金滿寶系（淘金者系）             |                              |                 |                |
| 種馬 大鳴大放 2012年（棗色）           | 夏威夷王 2001年（棗色）      | 金滿寶          | 淘金者         |
| 種馬 大鳴大放 2012年（棗色）           | 夏威夷王 2001年（棗色）      | 金滿寶          | Miesque        |
| 種馬 大鳴大放 2012年（棗色）           | 夏威夷王 2001年（棗色）      | Manfath         | 最後大官       |
| 種馬 大鳴大放 2012年（棗色）           | 夏威夷王 2001年（棗色）      | Manfath         | Pilot Bird     |
| 種馬 大鳴大放 2012年（棗色）           | Admire Groove 2000年（棗色） | 週日寧靜        | Halo           |
| 種馬 大鳴大放 2012年（棗色）           | Admire Groove 2000年（棗色） | 週日寧靜        | Wishing Well   |
| 種馬 大鳴大放 2012年（棗色）           | Admire Groove 2000年（棗色） | 氣槽            | 東來兵         |
| 種馬 大鳴大放 2012年（棗色）           | Admire Groove 2000年（棗色） | 氣槽            | Dyna Carle     |
| 繁殖雌馬 Southern Stars 2013年（棗色） | Smart Strike 1992年（棗色）  | 淘金者          | Raise a Native |
| 繁殖雌馬 Southern Stars 2013年（棗色） | Smart Strike 1992年（棗色）  | 淘金者          | Gold Digger    |
| 繁殖雌馬 Southern Stars 2013年（棗色） | Smart Strike 1992年（棗色）  | Classy 'n Smart | Smarten        |
| 繁殖雌馬 Southern Stars 2013年（棗色） | Smart Strike 1992年（棗色）  | Classy 'n Smart | No Class       |
| 繁殖雌馬 Southern Stars 2013年（棗色） | 勝多利大 2006年（棕色）      | 季候風          | Konigssthul    |
| 繁殖雌馬 Southern Stars 2013年（棗色） | 勝多利大 2006年（棕色）      | 季候風          | Mosella        |
| 繁殖雌馬 Southern Stars 2013年（棗色） | 勝多利大 2006年（棕色）      | Soignee         | Dashing Blade  |
| 繁殖雌馬 Southern Stars 2013年（棗色） | 勝多利大 2006年（棕色）      | Soignee         | Suivez         |
| 雌系：Schwarzgold系（號族：16-c）      |                              |                 |                |
| 五代內近親交配：淘金者 4×3             |                              |                 |                |

## 命名由來
名字Stars on Earth（スターズオンアース）意思是：「地球上的星星」，繼承自母系Southern Stars的名字，香港取其意思，翻譯為「星映天下」。

## 外部連結
- 星映天下 netkeiba.com （页面存档备份，存于）
- 血統表 （页面存档备份，存于）